# Terra madre (film 1931)
Terra madre è un film del 1931, diretto da Alessandro Blasetti nel quale il regista, dopo essere entrato alla "Cines" del produttore Stefano Pittaluga, riprese i temi "ruralisti" del suo film d'esordio Sole.

## Trama
Il duca Marco vive da tempo in città, lontano dalle terre di cui è proprietario. Vi torna solo quando decide di venderle per mantenere un dispendioso tenore di vita di cui fa parte anche Daisy, la sua amante. Il suo ritorno è accolto festosamente dai contadini che sperano rimanga con loro. Durante un giro solitario nelle sue terre, in cui ricorda con crescente nostalgia la sua giovinezza in campagna, Marco incontra Emilia, figlia del fattore, e resta colpito dalla sua spontanea energia e freschezza.  Quando i contadini apprendono la notizia della vendita il loro entusiasmo si trasforma in delusione, ma Marco, pressato da esigenze finanziarie, torna in città con Daisy per firmare gli atti. Qui viene raggiunto da una telefonata di Emilia che lo informa di un grave incendio scoppiato nella fattoria. A quel punto Marco lascia tutto, corre in campagna, dirige la lotta vittoriosa contro il fuoco e decide di revocare la vendita. Resterà per occuparsi delle sue terre e sposerà Emilia.

## Realizzazione del film

### Soggetto e sceneggiatura
Terra madre venne tratto da un soggetto intitolato Passa la morte scritto nel 1930 da Camillo Apolloni, già attore del cinema muto, che fu acquistato nel 1930 dalla "Cines" rilanciata da Stefano Pittaluga quale prima impresa italiana di produzione del cinema sonoro.

I principali interpreti della versione italiana del film: Sandro Salvini e Leda Gloria

Sulla base di quel testo Blasetti, in collaborazione con il regista dell'epoca del muto e scrittore Gianni Bistolfi, stese la sceneggiatura con l'intenzione di fornire «un'indicazione del valore sociale e lirico della vita campestre». Ma quando il film era già in produzione ed anche successivamente la paternità del soggetto venne rivendicata dalla bolognese Rina Agostini, che sosteneva di aver inviato alla "Cines" un suo testo, intitolato Maternità, analogo alla trama del film. Poco tempo dopo si fece avanti anche un tal Piero Della Rosandra (pseudonimo di un autore rimasto sconosciuto) sostenendo che sin dal 1929 aveva proposto un'idea similare e tentando anche, ma senza esito, di adire a vie legali contro la casa di produzione romana. Tuttavia Blasetti, rievocando molti anni dopo quella vicenda, ha sostenuto che «del soggetto originale [nel film] non era rimasto quasi nulla, tranne gli stivali dei butteri»

### Produzione
Dopo alcuni anni di veementi critiche nei confronti di Pittaluga condotte con il gruppo riunito attorno alla rivista cinematografo, a metà del 1930 Blasetti ed alcuni suoi collaboratori entrarono nella "Cines" e ne diventarono strenui difensori. Il regista romano ebbe così modo, dopo il bruciante insuccesso di Sole (ed a parte la parentesi del Nerone petroliniano) di riprendere nella nuova situazione i temi della "rinascita", dapprima con Resurrectio e poi con Terra Madre, in cui ripropose lo spirito "ruralista" già presente nel suo film d'esordio. Era il contrasto tra il mondo urbano, considerato indolente e parassitario (la "Stracittà"), e quello contadino (lo "Strapaese"), visto invece come forte e sano da una corrente del fascismo, quello nato nelle campagne, favorevole alla conservazione del carattere rurale del popolo italiano e rappresentato da pubblicazioni come Il Selvaggio.

La folla dei contadini che nel film rappresentano i valori autentici legati alla terra

Giorgio Bianchi e Isa Pola in una scena che rappresenta invece l'aspetto negativo della vita urbana

La pellicola - uno dei 10 lungometraggi editi dalla "Cines - Pittaluga" nella stagione 1930 - 1931 - fu girata presso il teatro n.3 della "Cines" di via Vejo tra settembre 1930 e gennaio 1931, mentre per gli esterni si utilizzarono alcuni ambienti della campagna romana. Al pari del primo film sonoro uscito in Italia, La canzone dell'amore, anche Terra Madre fu una co-produzione di cui venne realizzata, sempre alla "Cines", per conto della "Atlas" di Berlino, una versione tedesca (titolo Kennst Du des Land) interpretata nei due ruoli principali da Adalbert Schlettow e Maria Solveg e diretta da Constantin David, già regista della versione tedesca del film di Righelli. Si trattava di uno schema di collaborazione internazionale che qualche commentatore ha fatto risalire, oltre alla scarsezza di capitali della produzione italiana, agli storici legami della Banca Commerciale Italiana, di fatto proprietaria della "Cines", con la Germania.

### Altri apporti
A fianco di Blasetti sul "set" di Terra Madre lavorarono i futuri registi Ferdinando Maria Poggioli e Goffredo Alessandrini, che proprio in quella occasione era entrato alla "Cines" come sceneggiatore ed assistente, entrambi provenienti dal gruppo della rivista cinematografo  che all'inizio del 1931 aveva cessato le pubblicazioni dopo il trasferimento di gran parte dei suoi esponenti alle dipendenze di Pittaluga.
Particolarmente importante per mettere in evidenza il contrasto città - campagna fu il commento musicale affidato da un lato a motivi Foxtrot e dell'altro al ritmo di un "saltarello" popolare ed a 5 cori eseguiti dalla Camerata Lughese dei "Canterini Romagnoli". Anche alla fotografia fu dedicata molta attenzione, tanto che vi si applicarono ben due operatori (Montuori e De Luca) ai quali venne affiancato un terzo assistente, il quasi esordiente Clemente Santoni, producendo un risultato di grande valore espressivo nei chiaroscuri e nella profondità.. 

La troupe della "Cines" durante una sosta delle riprese esterne di Terra Madre nella campagna romana

Il set della scena finale dell'incendio, girata nel teatro 3 della "Cines" di via Vejo

## Accoglienza
Terra madre uscì nelle sale italiane nel marzo 1931 (nello stesso mese fu distribuita in Germania la versione tedesca) presentato come «forte dramma di vita rurale e cittadina, con cori, canti e danze del più caratteristico folklore italiano», ricevendo valutazioni prevalentemente positive, molte delle quali basate sul tema ricorrente di un auspicato rilancio (la "rinascita") della produzione cinematografica italiana.

### Critica contemporanea
Gli apprezzamenti espressi nei commenti del tempo furono rivolti sia allo sforzo produttivo che, per quanto in misura minore, alla fattura del film. Quanto al primo aspetto venne scritto che «la "Cines" ha raccolto il monito del governo fascista ed ha dato e continua a dare la sua collaborazione per la rinascita del cinema nazionale, veramente e schiettamente nazionale [per cui] anche se non si può pronunciare la parola "capolavoro", non si può, né si deve, escludere la sforzo notevolissimo di una realizzazione in molte parti felici e, a tratti, potente». Su analogo registro il commento del Corriere della sera, secondo cui «Terra Madre darà nuovo impulso alla cinematografia nazionale e riconfermerà Blasetti nel novero di quelle forze attive su cui essa potrà contare [perché] qui c'è foga, esuberanza, passione vera, fantasia». Più sobriamente il futuro regista Matarazzo lo descrisse come «un film che ha un senso di freschezza piacevole ed efficace».
Molto più entusiasticamente vi fu chi definì il film di Blasetti «un'opera monumentale che gloriosamente giganteggia in tutta la produzione cinematografica moderna; non è neanche una vicenda quella che si svolge sullo schermo, è una sinfonia o un quadro meraviglioso [con] un'accoglienza del pubblico entusiastica, consenziente, favorevolissima». Poco tempo dopo, però, questi giudizi furono in gran parte rivisti da chi scrisse che «in Terra Madre, rispetto a Sole, l'intreccio, il movimento delle masse, gli attori, il paesaggio hanno perduto la loro primitiva, cruda e schietta bellezza: una crisi spirituale di Blasetti iniziata con il suo ingresso alla "Cines"», e successivamente anche da Leo Longanesi, che accomunò nei suoi sferzanti giudizi sia Sole che Terra Madre definendo quest'ultimo come «capolavoro della retorica rurale, oleografia dei nostri tempi».

Fotogramma del film con Leda Gloria, Sandro Salvini, Vasco Creti

### Distribuzione ed esito commerciale
A differenza di Sole, Terra Madre riscosse un buon successo di pubblico, anche se - come per tutti i film italiani degli anni trenta - non esistono dati ufficiali relativi agli incassi. Per quanto riguarda la programmazione all'estero, sui periodici del tempo apparvero spesso notizie di accoglienze favorevoli. Il film  fu presentato in Francia nell'aprile del 1932 dopo un doppiaggio curato dalla stessa "Cines" con il titolo Le rappel de la terre, ma anche in Brasile e Polonia, per finire con una segnalazione diplomatica con la quale l'Ambasciata italiana in Argentina comunicava il grande successo di pubblico e di critica riscosso da Tierra Madre durante la programmazione, nell'ottobre del 1931, a Buenos Aires.

### Commenti successivi
Oltre quarant'anni dopo è stato lo stesso regista a definire Terra Madre un «risultato modesto, inferiore a Sole». Tuttavia, secondo alcuni commentatori, il film di Blasetti (che è il primo da lui diretto che sia sopravvissuto per intero) riveste una sua importanza in relazione al periodo in cui fu realizzato in quanto rappresenta un conflitto che si conclude con un accordo tra "padroni" e "contadini", simboleggiato dal matrimonio finale tra proprietario terriero e figlia del fattore. Una soluzione che fa rientrare tutti al loro posto, così come, due anni dopo, accadrà anche in Acciaio nel caso di una comunità operaia. Importante, per quegli anni, anche una critica al capitalismo parassitario ed una certa polemica contro la vita borghese della città, messaggi iniziali del fascismo (distribuzione delle terre incolte e lotta al latifondo improduttivo) che furono poi subito accantonati per non inimicarsi i proprietari terrieri.